# 미나토촌 (효고현 기노사키군)
미나토촌(港村)은 효고현 기노사키군에 설치되었던 촌이다. 현재의 도요오카시 북동부에 해당한다.

## 역사
- 1889년 4월 1일 - 정촌제 시행에 의해 7촌의 구역을 가지고 성립하였다.
- 1955년 4월 1일 - 도요오카시에 편입, 동일 미나토촌은 폐지되었다.

## 참고문헌
- 角川日本地名大辞典 28 兵庫県